# Microdynerus rubiculus
Microdynerus rubiculus är en stekelart som beskrevs av Gusenleitner 2000. Microdynerus rubiculus ingår i släktet Microdynerus och familjen Eumenidae. Inga underarter finns listade i Catalogue of Life.